# قالال
قالال (به لاتین: Qalal) یک منطقه مسکونی در جمهوری آذربایجان است که در شهرستان زاقاتالا واقع شده است.